# 関西水力電気
関西水力電気株式会社（かんさいすいりょくでんき かぶしきがいしゃ）は、明治後期から大正にかけて存在した日本の電力会社である。奈良県奈良市を中心に電気を供給した。
設立は1905年（明治38年）。奈良市にて1894年（明治27年）より営業していた奈良電灯株式会社（奈良電燈、ならでんとう）の事業を引き継ぎ、社名の通り水力発電により事業を拡大した。供給区域には奈良県のほか京都府最南部も含まれる。
大正末期から昭和戦前期にかけての大手電力会社東邦電力の法律上の前身会社であり、1921年（大正10年）に名古屋市の名古屋電灯を合併して関西電気となり、翌1922年（大正11年）には九州電灯鉄道などを合併して東邦電力へと改称した。本項では名古屋電灯と合併するまでを中心に扱う。

## 沿革

### 奈良電灯の開業
関西水力電気の前身奈良電灯（奈良電燈）は、1893年（明治26年）6月19日に設立され、翌1894年（明治27年）5月22日付で奈良県から営業許可を得たのち同年10月1日に開業した。会社所在地は奈良県添上郡奈良町（1898年市制施行で奈良市）大字高天12番屋敷。供給区域は奈良県のうち奈良町と添上郡佐保村（現・奈良市）で、奈良県下で最初の電気事業者であるとともに日露戦争前の時期に開業した唯一の事業者である。電源として1500灯用の40キロワット発電機を備える火力発電所（奈良町火力発電所）を設け、開業時は170戸の需要家に電灯300灯を取り付けた。
先行する関西の大阪電灯・京都電灯・神戸電灯といった電灯会社とは異なり、奈良電灯の場合は電灯需要が伸び悩み、日清戦争後の燃料石炭価格高騰も手伝って業績は低迷した。業績低迷を反映して資本金は設立時の5万円のまま増加しなかった。
開業翌年にあたる1895年時点での代表者は専務取締役の梅田春保で、この段階では取締役・監査役計5人のうち4名が奈良町内の人物である（残り1名は郡山在住）。一方、関西水力電気への譲渡直前にあたる1905年（明治38年）の段階では、社長の佐野正道以下取締役・監査役全員が大阪府の人物であった。

### 関西水力電気の設立
1905年11月29日、水力発電事業を起こしその電気を奈良市とその周辺へと供給する目的で関西水力電気株式会社が設立された。会社所在地は奈良市高天町12番屋敷で、設立時の資本金は15万円である。発起人は森久兵衛（奈良電灯監査役、大阪鰻谷の畳表商「泉久」）、加納由兵衛（大阪鰻谷の質商）、寺田元吉（寺田甚与茂の弟・岸和田の実業家）、田中善助（伊賀上野の実業家・巌倉水電社長）ら計7名。発起人のうち田中善助の伝記によると、奈良電灯社長佐野正道が巌倉水電の発電所を訪れ田中に奈良への送電や奈良電灯の事業売却を持ち掛けたことが会社設立の発端という。
関西水力電気は設立と同時に奈良電灯から事業を継承した（ただし逓信省からの事業譲受認可は同年12月28日付）。奈良電灯は翌11月30日付で解散している。継承時の成績は需要家数約250戸、電灯数700灯前後であった。電源は奈良電灯時代のままの火力発電であり採算があわないため水力発電所の早期建設を目指すが、会社設立に際して立案されていた山辺郡波多野村（現・山添村）に木津川支流名張川を用いる出力300キロワットの発電所を建設するという計画は、水上交通に支障をきたすという地元の反対で不可能になってしまった。代替地の調査の結果、名張川よりも下流側で木津川に合流する布目川に着目し、1906年（明治39年）3月に京都府へ水利権を申請する。だが布目川も競願者があり水利権が容易に許可されないため再び方針を転じ、布目川の西を流れる白砂川での発電計画へ変更した。白砂川では地元の賛同も得て奈良県からも早期に水利権を許可された。また布目川についても競願者の撤収によって水利権を得た。
1907年（明治40年）9月、添上郡狭川村（現・奈良市）に出力200キロワットの白砂川発電所が完成し、奈良市と郡山町（現・大和郡山市）への送電が始まった。火力発電から水力発電への転換に伴って電灯料金を大幅に値下げしたため需要は急増し、200キロワットの発電力を消化する見込みとなったため、京都府相楽郡笠置村（現・笠置町）の布目川発電所（出力300キロワット）についても建設を急ぎ、翌1908年（明治41年）11月に完成させた。完成後、奈良・郡山以外にも1909年（明治42年）2月に櫟本町・丹波市町（現・天理市）、翌年7月にも田原本町などへ供給を拡張。そのため1910年10月に布目川発電所を増設（出力600キロワットに）している。

### 事業の拡大
設立時15万円であった関西水力電気の資本金は1908年上期50万円、1910年下期100万円、1913年下期150万円、1917年上期300万円と増加。さらに1920年4月の増資決議により450万円となった。
その間、関西水力電気は2件の事業を買収した。1件目は初瀬水力電気株式会社である。同社は1909年9月26日、県中部の磯城郡初瀬町（現・桜井市）に地元有志や川北栄夫（川北電気企業社社長）らの発起によって資本金15万円をもって設立された。逓信省の資料によると同社は初瀬川の水力発電（出力200キロワット）を電源に翌1910年11月16日に開業している。供給区域は初瀬町のほか桜井町（現・桜井市）や八木町・今井町（現・橿原市）、高田町（現・大和高田市）などで、そのうち八木・今井・高田の3町は同年7月から供給を始めた関西水力電気の電力供給区域（初瀬水力電気と異なり電灯供給は行えない）でもあった。こうして狭い範囲だが事業地域が重複したため、同一地域での競合は双方に不利益をもたらすとして県知事の斡旋で両社の統合が決まり、1911年（明治44年）3月17日認可で関西水力電気が事業を譲り受けた（初瀬水力電気は同年4月1日解散登記）。
続いて1914年（大正3年）7月1日認可で橋本電気株式会社から事業を譲り受けた。同社は和歌山県伊都郡橋本町（現・橋本市）の会社で、1910年8月17日に資本金5万円で設立、翌1911年9月11日に開業した。供給区域は橋本町とその周辺で、自社区域とは離れていたものの、高野山登山の要路にあたり鉄道の便も良く将来有望な区域であるとして買収した（橋本電気は1914年7月19日解散）。買収後、電源をガス機関による内燃力発電から千早川水力電気からの受電に切り替えるなど事業を整備したが、2年後の1916年（大正5年）3月、この橋本地区の事業は大阪・橋本間の電気鉄道（現・南海高野線）を建設した大阪高野鉄道へと譲渡している。
発電所については、1913年5月第四発電所として八木町に出力300キロワットの予備火力発電所が完成した。さらに1919年（大正8年）末時点では布目川発電所が発電機3台体制の出力900キロワットとなっているほか、第五発電所として京都府相楽郡上狛村（現・木津川市）に出力1,500キロワットの火力発電所が完成している。この1919年末段階では奈良県宇陀郡三本松村（現・宇陀市）にある室生川の水力発電所（出力195.7キロワット）は未落成であるが、翌1920年8月に運転を開始している（室生発電所）。

### 名古屋電灯との合併

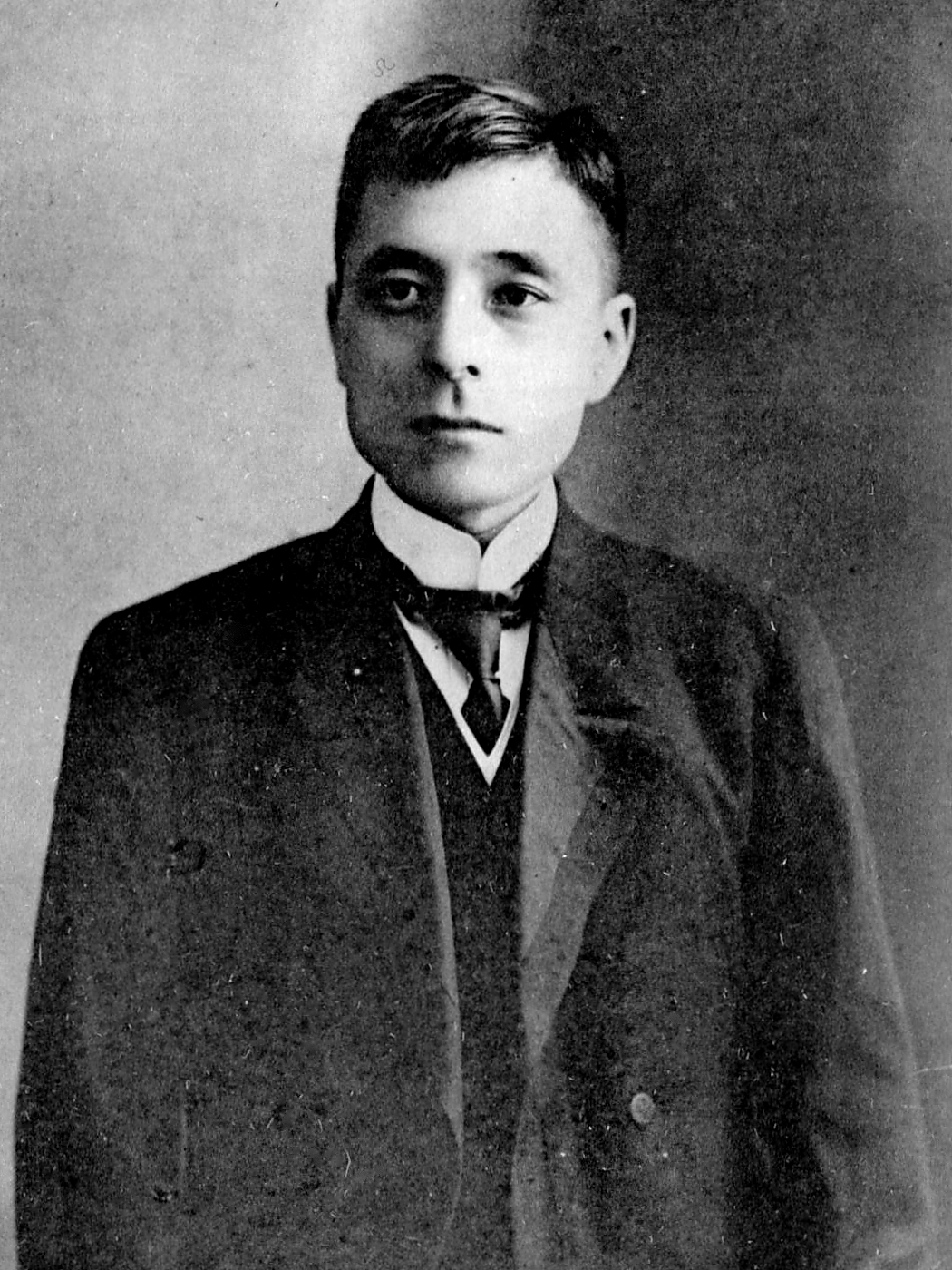
名古屋電灯社長福澤桃介

1921年3月末の時点で、関西水力電気の供給実績は電灯取付数10万6913灯（需要家数5万998戸）、電力供給2,131馬力（1,589キロワット）であり、供給区域は奈良市を中心に一部京都府にもまたがる80市町村に及んでいた。しかし第一次世界大戦の影響を受けた需要増加の一方で経費の高騰を招き、特に資金面では苦境に陥った。
関西水力電気は1921年3月31日、愛知県名古屋市の電力会社名古屋電灯との間に合併契約を締結した。名古屋電灯は1920年（大正9年）より周辺事業者の合併を積極化しており、1921年までに同じ愛知県内や隣の岐阜県の事業者計6社を合併していた。一連の合併後の名古屋電灯の資本金は4848万7250円であり、関西水力電気は当時資本金450万円であったから、関西水力電気よりも10倍以上規模の大きい会社であった。また設立は1887年（明治20年）、開業は1889年（明治22年）で、旧奈良電灯よりも歴史が長い。社長は1914年（大正3年）より福澤桃介が務める。名古屋電灯の大株主会における福澤の説明によると、関西水力電気は名古屋電灯や兼営電気事業を持つ大阪電気軌道（現・近畿日本鉄道）との合併交渉を進めたところ、大阪電気軌道とは条件の折り合いがつかず交渉不成立となるが、名古屋電灯が対等以上の合併条件という要求を容れたため合併する運びとなったという。
名古屋電灯との合併は、規模の小さい関西水力電気側を存続会社とし、名古屋電灯側が解散する逆さ合併であり、関西水力電気は資本金を450万円から6914万9650円へと増資し、増資額6464万9650円に対する新株129万2993株を発行、これを名古屋電灯の株主に対し持株3株につき4株の割合で交付する、という合併条件であった。名古屋電灯側による表向きの合併理由は、関西水力電気は割高な火力発電や購入電力の利用も多く需要の増加に応じきれていない状況にあり、需要開拓の余地を多く残す同社の供給区域に名古屋電灯や姉妹会社大同電力の廉価な電力を供給できれば事業に将来性がある、また関西地方進出の足掛かりとして奈良は地の利もあるというもの。また名古屋電灯側が解散するという合併条件について経営陣は理由を詳しく説明しなかったというが、名古屋の新聞『新愛知』は関西水力電気側には勢力の大きい会社を合併することによる株価の高騰、名古屋電灯側には持株数の増加や合併慰労金などの交付があって双方の株主に利益となるためであろうという推測を載せている。
合併は同年4月28日に名古屋電灯側、29日に関西水力電気側の株主総会でそれぞれ議決される。合併決議の総会にて関西水力電気は決算期を3月・9月から名古屋電灯と同じ5月・11月に変更し、福澤以下名古屋電灯の全役員（取締役10名・監査役2名）をそのまま役員に加えている。その一方、関西水力電気の従来の役員（社長森久兵衛・常務加納由兵衛ほか取締役3人・監査役3人）は同年9月23日付で辞任した。
合併については1921年9月14日に逓信省の認可が下り、同年10月18日に実行に移されて名古屋電灯は解散、同時に関西水力電気は社名から「水力」を外して関西電気株式会社へと改称した。このように手続的には関西水力電気が名古屋電灯を合併した逆さ合併であるが、実態としてはその反対、名古屋電灯による関西水力電気の吸収であった。本店については、合併が成立した当日の株主総会にて社名変更とともに名古屋市への移転が決定されており、関西電気は本社を奈良市ではなく名古屋電灯時代のまま名古屋市新柳町に置いた。役員も総会にて関西水力電気から加納由兵衛が取締役に選出された以外は名古屋電灯時代のままであり、経営陣は社長福澤桃介、副社長下出民義、常務角田正喬・神谷卓男といった顔ぶれであった。

### 東邦電力となる
名古屋電灯との合併契約締結後、関西水力電気は1921年5月16日付で知多電気と、同年9月1日付で天竜川水力電気と、9月2日付で山城水力電気とそれぞれ合併契約を締結した。3社のうち山城水力電気のみ関西地方の事業者で、京都府南部の相楽郡・綴喜郡を供給区域とする。従って関西電気（名古屋電灯）の関西進出は関西水力電気・山城水力電気の2社合併によるものといえる。関西電気成立後の1921年11月に知多電気、同年12月に天竜川水力電気、翌1922年（大正11年）3月に山城水力電気との合併がそれぞれ逓信省から認可されている。
1921年12月23日、関西電気では社長の福澤桃介と副社長の下出民義がそろって辞任し、九州電灯鉄道（本社福岡市）で社長を務める伊丹弥太郎が新社長に、同社常務の松永安左エ門が新副社長にそれぞれ就任した。2日後に関西電気は九州電灯鉄道との間に合併契約を締結、翌1922年5月31日に合併認可を得て、中京・関西・九州の3地域12府県にまたがる資本金1億円超の大電力会社へと発展した。さらに6月26日付で、関西電気から東邦電力株式会社へと社名を変更している。
東邦電力の時代、奈良市には同社の奈良支店が置かれ、旧関西水力電気区域と旧山城水力電気区域を所管した。1930年（昭和5年）になって奈良支店と三重県の四日市支店管内の事業は和歌山県の京阪電気鉄道和歌山支店とともに合同電気（旧・三重合同電気）へと統合されたが、1937年（昭和12年）に同社は東邦電力に合併された。その5年後の1942年（昭和17年）、戦時下の配電統制により東邦電力奈良支店管内は関西配電（後の関西電力）の所管するところとなった。

### 年表
- 1894年（明治27年）
  - 10月1日 - 奈良電灯株式会社開業[5]。
- 1905年（明治38年）
  - 11月29日 - 関西水力電気株式会社設立、奈良電灯から事業継承[8]。
  - 11月30日 - 奈良電灯解散[14]。
  - 12月28日 - 奈良電灯から関西水力電気への事業譲渡認可[5]。
- 1911年（明治44年）
  - 3月17日 - 初瀬水力電気からの事業譲受認可[8]。
- 1914年（大正3年）
  - 7月1日 - 橋本電気からの事業譲受認可[8]。
- 1916年（大正5年）
  - 3月 - 旧橋本電気区域の事業を大阪高野鉄道へ譲渡[5]。
- 1921年（大正10年）
  - 3月31日 - 名古屋電灯との間に合併契約を締結[27]。
  - 5月16日 - 知多電気との間に合併契約を締結[37]（11月15日合併認可[38]）。
  - 9月1日 - 天竜川水力電気との間に合併契約を締結（1921年12月28日合併認可）[38]。
  - 9月2日 - 山城水力電気との間に合併契約を締結（1922年3月16日合併認可）[38]。
  - 9月14日 - 名古屋電灯との合併認可[27]。
  - 10月18日 - 名古屋電灯との合併成立、関西水力電気から関西電気株式会社へ改称。本店を奈良市から名古屋市へ移転[27]。
- 1922年（大正11年）
  - 6月26日 - 関西電気から東邦電力株式会社へ改称。本店を名古屋市から東京市へ移転[43]。

## 供給区域
1921年（大正10年）3月末時点における、供給開始済みの電灯・電力供給区域は以下の80市町村である。
| 奈良県 | 市部 （1市）         | 奈良市 |
| 奈良県 | 添上郡 （1町15村）   | 佐保村・大安寺村・辰市村・明治村・帯解村・東市村・五ヶ谷村・田原村・大柳生村・東里村・狭川村・柳生村・月瀬村（現・奈良市）、 平和村・治道村（現・大和郡山市）、 櫟本町（現・天理市） |
| 奈良県 | 山辺郡 （1町4村）    | 丹波市町・朝和村・二階堂村・福住村（現・天理市）、 都介野村（現・奈良市） |
| 奈良県 | 生駒郡 （2町9村）    | 郡山町・筒井村・片桐村・本多村・平端村（現・大和郡山市）、 安堵村（現・安堵町）、 富郷村・竜田町・法隆寺村（現・斑鳩町）、 平群村（現・平群町）、 三郷村（現・三郷町）               |
| 奈良県 | 北葛城郡 （1町11村） | 王寺村（現・王寺町）、 河合村（現・河合町）、 上牧村（現・上牧町）、 箸尾村・馬見村・瀬南村・百済村（現・広陵町）、 高田町・土庫村・松塚村・磐園村・浮孔村（現・大和高田市）         |
| 奈良県 | 磯城郡 （4町17村）   | 郡内全町村（現・桜井市・橿原市・天理市・川西町・三宅町・田原本町ほか） |
| 奈良県 | 高市郡 （3町7村）    | 八木町・今井町・真菅村・金橋村・白橿村・鴨公村（現・橿原市）、 飛鳥村・高市村・阪合村（現・明日香村）、 高取町                                                                       |
| 京都府 | 相楽郡 （1町3村）    | 木津町・加茂村・当尾村（現・木津川市）、 笠置村（現・笠置町） |

- 備考：逓信省の資料によると、1921年6月末時点の電灯・電力供給区域（未供給を含む）には上表のほか山辺郡東里村（現・宇陀市）、同郡波多野村（現・山添村）、宇陀郡三本松村（現・宇陀市）の3村が追加されている[48]。

## 発電所一覧
関西水力電気が運転し東邦電力へと継承された発電所は以下の通り。
| 発電所名 | 出力 (kW)     | 所在地                                                        | 所在地                              | 運転開始       | 備考                                                   |
| -------- | ------------- | ------------------------------------------------------------- | ----------------------------------- | -------------- | ------------------------------------------------------ |
| 室生     | 195.7         | 奈良県宇陀郡三本松村（現・宇陀市） （河川名：淀川水系室生川） | 北緯34度33分40.5秒 東経136度1分12秒 | 1920年8月      | 2019年10月廃止                                         |
| 布目川   | 300 →600 →900 | 京都府相楽郡笠置村（現・笠置町） （河川名：淀川水系布目川）   | 北緯34度45分38秒 東経135度57分9.5秒 | 1908年11月     | 「笠置発電所」とも 現・関電布目川発電所                |
| 白砂川   | 200           | 奈良県添上郡狭川村（現・奈良市） （河川名：淀川水系白砂川）   |                                     | 1907年9月      | 「白砂発電所」とも 1922年約1km下流へ移設 1967年1月廃止 |
| 初瀬     | 200           | 奈良県磯城郡初瀬町（現・桜井市） （河川名：大和川水系初瀬川） |                                     | （1910年11月） | 前所有者：初瀬水力電気 1932年11月廃止許可              |
| 上狛     | 1,500         | 京都府相楽郡上狛村（現・木津川市） （汽力発電所）             |                                     | 不詳           | 1938年12月廃止許可                                     |
| 八木町   | 300           | 奈良県高市郡八木町（現・橿原市） （汽力発電所）               |                                     | 1913年5月      | 「畝傍発電所」とも 1938年12月廃止許可                  |

上記6発電所はいずれも、1930年の東邦電力奈良支店の合同電気移管に際して同社へと譲渡されている。合同電気が東邦電力に合併された後、稼働を続ける室生・笠置（布目川）・白砂の3発電所は1942年さらに関西配電へと引き継がれ、1951年（昭和26年）には関西電力（関電）設立とともに同社へと渡った。